# Arturo Pérez-Reverte
Pour les articles homonymes, voir Arturo Pérez, Pérez et Reverte.
Œuvres principales
- Le Maître d'escrime
- Le Tableau du maître flamand
- Le Club Dumas
- Les Aventures du capitaine Alatriste

Arturo Pérez-Reverte, né le 25 novembre 1951 à Carthagène en Espagne, est un écrivain, scénariste espagnol et ancien correspondant de guerre.

## Biographie
Diplômé en sciences politiques et en journalisme, il est reporter et correspondant de guerre durant une vingtaine d'années (1973-1994), de Chypre au Liban, en passant par les Malouines, d'abord pour le quotidien Pueblo (pendant douze ans), puis pour la télévision espagnole (TVE) pendant neuf ans. Il a également fondé une revue intitulée Defensa. Il se consacre aujourd'hui exclusivement à la littérature.
Il a commencé sa carrière de romancier en 1986.
Il est membre de l'Académie royale espagnole depuis le 12 juin 2003.

## Journaliste
Durant sa carrière journalistique, Arturo Pérez-Reverte se spécialise dans la couverture des conflits armés pour la presse écrite, la TVE ou la radio. Il a notamment couvert la guerre de Chypre, diverses phases de la guerre du Liban, la guerre d'Érythrée (pendant laquelle il disparaît pendant plusieurs mois et survit grâce à ses amis guerrilleros), la campagne de 1975 dans le Sahara, la guerre des Malouines, la guerre du Salvador, la guerre du Nicaragua, celle du Tchad, la crise de Libye, les guérillas au Soudan, la guerre du Mozambique, celle d'Angola, le coup d'État de Tunis.
Parmi les derniers conflits qu'il a couverts, on compte la révolution roumaine (1989-1990), la crise et la première Guerre du Golfe (1990-1991), la guerre de Croatie (1991), et la guerre de Bosnie-Herzégovine (1992-1994). Son récit Territorio comanche (1994) est un témoignage sur son expérience de journaliste à Sarajevo pendant ce dernier conflit et une réflexion sur l'éthique de la presse.
Depuis 1991, il tient une page d'opinion dans le magazine XLSemanal, un supplément hebdomadaire des journaux du groupe Vocento distribué dans 25 journaux espagnols et devenu une des libres-opinions les plus lues de la presse espagnole avec plus de 4 millions et demi de lecteurs.
Dans les articles qu'il publie chaque dimanche dans la revue XLSemanal, il critique durement la postmodernité, le politiquement correct, l'idéologie du genre, le néolibéralisme, le néoconservatisme, la pédagogie critique, l'Union Européenne, le langage inclusif.Il affirme que le politiquement correct trouve ses origines dans le puritanisme anglo-saxon. Utilisateur actif sur Twitter, il a déjà créé de nombreuses controverses. Dans un article controversé, il a comparé la crise des réfugiés en Europe avec les invasions barbares qui ont conduit à la chute de l'Empire romain. Cependant, il a reçu le Premio Don Quijote pour le journalisme.
Il regrette que la société soit conditionnée par le « caprice des minorités » et que l'Europe, « la référence morale de l'Occident », copie les valeurs des sociétés des États-Unis, considérées par lui comme « malades et hypocrites ».
En 1998, il a publié un article très dur contre le capitalisme mondial qui prophétisait la crise économique mondiale. Cet article a eu beaucoup de succès sur Internet lors de la crise espagnole.
Le 1er septembre 2014, dans un article intitulé « C’est la guerre sainte, bande d’idiots ! », il affirme la nécessité pour l'Europe de se ressaisir de sa lâcheté face au djihad musulman et de reconnaître qu'elle est dès à présent en état de guerre avec l'islam.
Les personnages typiques de Pérez-Reverte sont le héros cheminant en territoire hostile, fatigué, hanté par un passé sombre, et la femme fatale. L'ambiguïté morale est un autre trait de ses personnages.

## Œuvre
Dans une œuvre à mi-chemin entre policier et roman historique, à la fois enlevée et très érudite, Arturo Pérez-Reverte évoque aussi bien la restauration des peintures du Moyen Âge, les subtilités du jeu d'échecs (Le Tableau du maître flamand, Grand prix de littérature policière, 1993) que la genèse des romans d’Alexandre Dumas (Club Dumas). Nombre de ses titres deviennent des best-sellers. Il est traduit en 34 langues.
Fin 1996, paraît la série des Aventures du capitaine Alatriste. Le héros est un personnage qui combine des caractéristiques de D'Artagnan, de Pardaillan et du Capitaine Blood. Alatriste incarne un soldat espagnol des Tercios, l'infanterie espagnole. Figure humaine aux grandes vertus et aux nombreux travers, il évolue dans une évocation minutieuse du XVIIe siècle, entouré de personnages historiques et protagonistes des plus grands exploits de cette époque. Sa rigueur historique n'exclut pas les clins d’œil amicaux. Ainsi son ami français, le journaliste et écrivain Étienne de Montety apparait-il dans El sol de Breda (Le Soleil de Breda) comme un spécialiste de la peinture de Vélasquez. Pérez-Reverte lui a aussi dédié son récit Un Dia de colera traitant de l'insurrection des Espagnols contre les troupes napoléoniennes. Arturo Pérez-Reverte se souvient d'ailleurs de son héros Alatriste, lors de son discours d'intronisation à l'Académie royale espagnole intitulé « La Parole d'un brave du XVIIe siècle ».
L’auteur a reçu le Prix Jean-Monnet de littérature européenne du département de la Charente en 1997 pour La Peau du tambour.
Il a collaboré en tant que scénariste aux films Territoire comanche (1997) et Gitano (2000).

### Romans

#### SérieCapitaine Alatriste
L'histoire du premier roman se passe à Madrid en 1623 ou peu de temps avant ; Alatriste, un soldat démobilisé, affublé d'un grade de capitaine qu'il n'a jamais eu, joue le rôle de tueur à gages. C'est un redoutable bretteur, très courageux, avec un certain sens de l'honneur. Parmi les autres personnages de ce roman, il y a Philippe IV d'Espagne, son premier ministre Olivares, le peintre Vélasquez, le poète Lope de Vega, le futur duc de Buckingham et le futur Charles Ier d'Angleterre. Le roman montre l'Espagne sur le chemin du déclin, même si les Espagnols sont plein de verve, prêts à se battre et à mourir pour des causes futiles ou importantes.
1. El capitán Alatriste (1996) Publié en français sous le titre Le Capitaine Alatriste, Paris, Seuil, 1996 ; réédition, Paris, Points no 725, 2000
2. Limpieza de sangre (1997) Publié en français sous le titre Les Bûchers de Bocanegra, Paris, Seuil, 1997 ; réédition, Paris, Points no 740, 2000
3. El sol de Breda (1998) Publié en français sous le titre Le Soleil de Bréda, Paris, Seuil, 1999 ; réédition, Paris, Points no 753, 2000
4. El oro del rey (2000) Publié en français sous le titre L'Or du roi, Paris, Seuil, 2002 ; réédition, Paris, Points no 1108, 2003
5. El caballero del jubón amarillo (2003) Publié en français sous le titre Le Gentilhomme au pourpoint jaune, Paris, Seuil, 2005
6. Corsarios de Levante (2006) Publié en français sous le titre Corsaires du Levant, Paris, Seuil, 2008 ; réédition, Paris, Points no 1388, 2005
7. El puente de los asesinos (2011) Publié en français sous le titre Le Pont des assassins, Paris, Seuil, 2012 ; réédition, Paris, Points no 3145, 2013

#### SérieLes Aventures de Lorenzo Falcó
La série falco se déroule lors de la guerre civile espagnole. Falco est un espion travaillant pour les franquistes.
- Falcó, 2016 Publié en français sous le titre Falcó, Paris, Seuil, 2018
- Eva, 2017 Publié en français sous le titre Eva, Paris, Seuil, 2019
- Sabotaje, 2018 Publié en français sous le titre Sabotage, Paris, Seuil, 2020

#### Autres romans
- El húsar (1986), nouvelle version révisée et réécrite en 2004 Publié en français sous le titre Le Hussard, Paris, Seuil, 2005 ; réédition, Paris, Points no 1460, 2006
- El maestro de esgrima (1988) Publié en français sous le titre Le Maître d'escrime, Paris, Seuil, 1994 ; réédition, Paris, Points no 154, 1995
- La tabla de Flandes (1990) - Grand prix de littérature policière 1993 Publié en français sous le titre Le Tableau du maître flamand, Paris, Lattès, 1993 ; réédition, Paris, Le Livre de poche no 7625, 1994 ; réédition, Paris, Gallimard, coll. « Folio policier » no 1026, 2024 (ISBN 978-2-07-304167-8)
- El club Dumas ou La sombra de Richelieu (1993) Publié en français sous le titre Le Club Dumas, Paris, Lattès, 1994 ; réédition, Paris, Le Livre de poche no 7656, 1995
- La sombra del águila (1993) Publié en français sous le titre L'Ombre de l'aigle, traduction Simon Vialle, éditions Le Temps des cerises, 2022, 138 p.  (ISBN 978-2-37071-250-9)
- Territorio comanche (1994)
- La piel del tambor (1995) Publié en français sous le titre La Peau du tambour, Paris, Seuil, 1997 ; réédition, Paris, Points no 518, 1998
- La carta esférica (2000) Publié en français sous le titre Le Cimetière des bateaux sans nom, Paris, Seuil, 2001
- La Reina del Sur (2002) Publié en français sous le titre La Reine du Sud, Paris, Seuil, « Cadre vert », 2003 ; réédition, Paris, Points no 1221, 2004
- Cabo Trafalgar (2004)
- El pintor de batallas (2006) Publié en français sous le titre Le Peintre de batailles, Paris, Seuil, 2007 ; réédition, Paris, Points no 1877, 2008
- Un día de cólera (2007) Publié en français sous le titre Un jour de colère, Paris, Seuil, 2008 ; réédition, Paris, Points no 2260, 2009
- El asedio (2010) Publié en français sous le titre Cadix, ou la Diagonale du fou, Paris, Seuil, 2011 ; réédition, Paris, Points no 2912, 2012
- El tango de la guardia vieja (2012) Publié en français sous le titre Le Tango de la vieille garde, Paris, Seuil, 2013
- El francotirador paciente (2013) Publié en français sous le titre La Patience du franc-tireur, Paris, Seuil, 2014
- Hombres buenos (2015) Publié en français sous le titre Deux hommes de bien, Paris, Seuil, 2017
- Los perros duros no bailan (2018) Publié en français sous le titre Sans loi ni maître, Paris, Seuil, 2022
- Sidi (2019) Publié en français sous le titre Sidi, Paris, Seuil, 2023

### Nouvelles
- Un asunto de honor ou Cachito (1995)
- Ojos azules (2009). Regroupe quatre nouvelles : La pasajera del San Carlos, Jodía Pavía, El doblón del capitán Ahab et Ojos azules.

### Autres publications
- Obra breve (1995)
- Patente de corso (1998), articles de presse
- Con ánimo de ofender (2001), articles de presse
- No me cogeréis vivo (2005)
- Cuando éramos honrados mercenarios (2009)
- Una historia de España (2019)

## Adaptations

### Au cinéma
- 1992 : Le Maître d'escrime (El maestro de Esgrima), film espagnol de Pedro Olea, adaptation du roman homonyme, avec Omero Antonutti.
- 1994 : Qui a tué le chevalier ?, film anglo-hispano-français de Jim McBride, adaptation du roman Le Tableau du maître flamand, avec Kate Beckinsale.
- 1996 : Cachito, film espagnol de Enrique Urbizu, adaptation de la nouvelle homonyme, avec Jorge Perugorría.
- 1997 : Territoire comanche (Territorio comanche), film espagnol de Gerardo Herrero, adaptation du roman homonyme, avec Imanol Arias.
- 1999 : La Neuvième Porte (The Ninth Gate), film franco-américano-espagnol de Roman Polanski, adaptation du roman Club Dumas, avec Johnny Depp, Frank Langella et Lena Olin.
- 2000 : Gitano, film espagnol de Manuel Palacios, avec Joaquín Cortés.
- 2006 : Capitaine Alatriste (Alatriste), film espagnol de Agustín Díaz Yanes, adaptation des romans du cycle Capitaine Alatriste, avec Viggo Mortensen, Javier Cámara et Eduardo Noriega.
- 2007 : La Carta Esférica, film espagnol de Imanol Uribe, adaptation du roman homonyme, avec Carmelo Gómez.
- 2017 : Oro d'Agustín Díaz Yanes.

### À la télévision
- 1999 : Camino de Santiago, mini-série espagnole, avec Anthony Quinn et Anne Archer
- 2007 : Quart, série télévisée espagnole, adaptation du roman La Peau du tambour, avec Roberto Enríquez
- 2011 : La Reina del sur, telenovela américano-espagnole, adaptation du roman homonyme, avec Kate del Castillo
- 2013 : Alatriste, série télévisée espagnole, adaptation des romans du cycle Capitaine Alatriste, avec Aitor Luna

### En bande dessinée
- Le Capitaine Alatriste de Carlos Giménez et Joan Mundet, Seuil, 2008

## Distinctions
- Grand prix de littérature policière 1993 pour Le Tableau du maître flamand[14]
- Prix Palle-Rosenkrantz 1995 pour Le Club Dumas

### Sources et bibliographie
- Claude Mesplède (dir.), Dictionnaire des littératures policières, vol. 2 : J - Z, Nantes, Joseph K, coll. « Temps noir », 2007, 1086 p. (ISBN 978-2-910686-45-1, OCLC 315873361), p. 517.
- Jean Tulard, Dictionnaire du roman policier : 1841-2005. Auteurs, personnages, œuvres, thèmes, collections, éditeurs, Paris, Fayard, 2005, 768 p. (ISBN 978-2-915793-51-2, OCLC 62533410, BNF 41349021), p. 558.
- Bruno Frappat, Sonate à trois temps, in La Croix, 5 décembre 2013, p.13
- (en) Anne L. Walsh, Arturo Pérez-Reverte: Narrative Tricks and Narrative Strategies, Tamesis, 2007 (lire en ligne).